# Nunatak Scheaffino
Nunatak Scheaffino är en nunatak i Antarktis. Den ligger i Västantarktis. Argentina, Chile och Storbritannien gör anspråk på området.
Terrängen runt Nunatak Scheaffino är huvudsakligen kuperad, men den allra närmaste omgivningen är varierad. Havet är nära Nunatak Scheaffino åt sydost. Trakten är obefolkad. Det finns inga samhällen i närheten.